# 長尾ひろみ
長尾 ひろみ（ながお ひろみ、1949年 - ）は、日本の教育者、法廷通訳人。専門は通訳学、通訳教授法、司法通訳研究。広島女学院大学学長。中央教育審議会委員。

## 略歴
1949年、岡山県生まれ。アメリカテキサス州ヒューストンで過ごした後、1962年に帰国。広島女学院中学校・高等学校を経て、1972年、広島女学院大学文学部英米文学科卒業。1989年、神戸女学院大学大学院修士課程修了。2010年、大阪外国語大学で博士（言語文化学）。論文は「メルボルン事件の通訳に関する研究」。1984年6月、大阪地方裁判所で法廷通訳の仕事をはじめる。日本司法通訳人協会会長。聖和大学助教授、神戸女学院大学文学部英文学科教授を経て、2010年、広島女学院大学第11代学長に就任。同大学で卒業生の学長は第2代の広瀬ハマコ以来、2人目である。
2011年から2015年まで、中央教育審議会委員（第6期・第7期）に任命されたほか、啓明学院中学校・高等学校理事長特命補佐、公益財団法人広島県男女共同参画財団理事長を歴任。

## 著書
- 『外国人と刑事手続』（共著）成文堂、1998年、ISBN 4-7923-1491-7
- 『司法通訳／Q&Aで学ぶ通訳現場』（共著）、松柏社、2004年、ISBN 4-7754-0056-8
- 『社会福祉と通訳論』（手話を学ぶ人たちの学習室1）（共著）、文理閣、2005年、ISBN 4-89259-476-8